# فرع حرقفي من شريان حرقفي قطني
فرع حرقفي من شريان حرقفي قطني (بالإنجليزية: Iliac branch of iliolumbar artery)‏ ينحدر لتزويد العضلات الحرقفية.